# Festival Internacional de Cine de Venecia de 1983

La 40.ª Mostra de Venecia se celebró del 31 de agosto al 11 de septiembre de 1983.

## Jurado
- Bernardo Bertolucci (presidente del jurado)[3]
- Jack Clayton
- Peter Handke
- Leon Hirszman
- Márta Mészáros
- Nagisa Oshima
- Gleb Panfilov
- Bob Rafelson
- Ousmane Sembene
- Mrinal Sen
- Alain Tanner
- Agnès Varda

## Películas

### Selección oficial

#### En Competición
Las películas siguientes compitieron para el León de Oro:
| Título en español            | Título original            | Director(es)             | País           |
| ---------------------------- | -------------------------- | ------------------------ | -------------- |
| Biquefarre                   | Biquefarre                 | Georges Rouquier         | Francia        |
| Careful, He Might Hear You   | Careful, He Might Hear You | Carl Schultz             | Australia      |
| Der Aufenthalt               | Der Aufenthalt             | Frank Beyer              | RFA            |
| Glut                         | Glut                       | Thomas Koerfer           | Suiza          |
| El poder de los sentimientos | Die Macht der Gefühle      | Alexander Kluge          | RFA            |
| Edith's Diary                | Ediths Tagebuch            | Hans W. Geißendörfer     | RFA            |
| Un amor en Alemania          | Eine Liebe in Deutschland  | Andrzej Wajda            | RFA            |
| Hanna K.                     | Hanna K.                   | Costa-Gavras             | Francia        |
| La vida es una novela        | La vie est un roman        | Alain Resnais            | Francia        |
| Maria Chapdelaine            | Maria Chapdelaine          | Gilles Carle             | Canadá         |
| Mat Mariya                   | Mat Mariya                 | Sergey Kolosov           | URSS           |
| Nombre: Carmen               | Prénom Carmen              | Jean-Luc Godard          | Francia        |
| Il Disertore                 | Il Disertore               | Monique Rutler           | Portugal       |
| Jogo de Mão                  | Jogo de Mão                | Pasquale Festa Campanile | Italia         |
| Sasameyuki                   | Sasameyuki                 | Koji Shima               | Japón          |
| Desechos                     | Streamers                  | Robert Altman            | EE. UU.        |
| La abeja milenaria           | Tisícrocná vcela           | Juraj Jakubisko          | Checoslovaquia |
| Una excursión escolar        | Una gita scolastica        | Pupi Avati               | Italia         |

### Fuera de concurso
Las películas siguientes fueron seleccionadas para ser exhibidas como fuera de concurso:
| Título en español        | Título original      | Director(es)     | País    |
| ------------------------ | -------------------- | ---------------- | ------- |
| Milano '83               | Milano '83           | Ermanno Olmi     | Italia  |
| Zelig                    | Zelig                | Woody Allen      | EE. UU. |
| Y la nave va             | E la nave va         | Federico Fellini | Italia  |
| Fanny y Alexander        | Fanny och Alexander  | Ingmar Bergman   | Suecia  |
| La ciudad de los piratas | La ville des pirates | Raoul Ruiz       | Francia |

### Venezia Genti
| Título en español         | Título original           | Director(es)                        | País        |
| ------------------------- | ------------------------- | ----------------------------------- | ----------- |
| 1919. Crónica del alba    | 1919. Crónica del alba    | Antonio Betancor                    | España      |
| Hotel Central             | Hotel Central             | Veselin Branev                      | Bulgaria    |
| Il momento dell'avventura | Il momento dell'avventura | Faliero Rosati                      | Italia      |
| Jowjet libni              | Jowjet libni              | Ali Ghalem                          | Argelia     |
| Kuai le de dan shen han   | Kuai le de dan shen han   | Chong Song                          | EE. UU.     |
| Lontano da dove           | Lontano da dove           | Stefania Casini, Francesca Marciano | Italia      |
| En pleno corazón          | Mitten ins Herz           | Doris Dörrie                        | RFA         |
| Los lobos no lloran       | Never Cry Wolf            | Carroll Ballard                     | EE. UU.     |
| Poussière d'empire        | Poussière d'empire        | Lâm Lê                              | Francia     |
| Calle cabañas negras      | Rue cases nègres          | Euzhan Palcy                        | Francia     |
| La comida del labrador    | The Ploughman's Lunch     | Richard Eyre                        | Reino Unido |

### Venezia Giorno
| Título original                           | Director(es)                 | País        |
| ----------------------------------------- | ---------------------------- | ----------- |
| 250 grammaa - Radioaktiivinen testamentti | Pirjo Honkasalo, Pekka Lehto | Finlandia   |
| Ascendancy                                | Edward Bennett               | Reino Unido |
| Entre tinieblas                           | Pedro Almodóvar              | España      |
| Hakkari'de Bir Mevsim                     | Erden Kiral                  | Turquía     |
| Legati da tenera amicizia                 | Alfredo Giannetti            | Italia      |
| Les folles années du twist                | Mahmoud Zemmouri             | Francia     |
| Naughty Boys                              | Wellson Chin                 | Hong Kong   |
| Vassa                                     | Gleb Panfilov                | URSS        |

Proyecciones especiales
| Título en España                               | Título original                                | Director(es)               | País        |
| ---------------------------------------------- | ---------------------------------------------- | -------------------------- | ----------- |
| Al final de la escapada                        | À bout de souffle                              | Jean-Luc Godard            | Francia     |
| All About Mankiewicz                           | All About Mankiewicz                           | Luc Béraud, Michel Ciment  | Francia     |
| Ten Minutes of Silence for John Lennon (corto) | Ten Minutes of Silence for John Lennon (corto) | Raymond Depardon           | Francia     |
| Drittes Jahrtausend                            | Drittes Jahrtausend                            | Jorge Bodanzky, Wolf Gauer | Francia     |
| Farrebique ou Les quatre saisons               | Farrebique ou Les quatre saisons               | Georges Rouquier           | Francia     |
| Histoire d'une rencontre                       | Histoire d'une rencontre                       | Brahim Tsaki               | Italia      |
| La caduta del fascismo                         | La caduta del fascismo                         | Ernesto G. Laura           | Italia      |
| L'Italia viva                                  | L'Italia viva                                  | Luigi Turolla              | Italia      |
| Maria Chapdelaine                              | Maria Chapdelaine                              | Julien Duvivier            | Francia     |
| Metropoli                                      | Metropoli                                      | Mario Franco               | Italia      |
| Pam Kuso Kar (corto)                           | Pam Kuso Kar (corto)                           | Jean Rouch                 | Francia     |
| Portrait de Raymond Depardon (corto)           | Portrait de Raymond Depardon (corto)           | André Lenôtre, Jean Rouch  | Francia     |
| Tristana                                       | Tristana                                       | Luis Buñuel                | España      |
| Chaplin desconocido                            | Unknown Chaplin                                | Kevin Brownlow, David Gill | Reino Unido |
| Voyage au pays De Rimbaud                      | Voyage au pays De Rimbaud                      | Dariush Mehrjui            | Francia     |
| Yenendi Gengel                                 | Yenendi Gengel                                 | Jean Rouch                 | Francia     |

### Venezia Notte
| Título original                           | Director(es)                 | País        |
| ----------------------------------------- | ---------------------------- | ----------- |
| 250 grammaa - Radioaktiivinen testamentti | Pirjo Honkasalo, Pekka Lehto | Finlandia   |
| Ascendancy                                | Edward Bennett               | Reino Unido |
| Entre tinieblas                           | Pedro Almodóvar              | España      |
| Hakkari'de Bir Mevsim                     | Erden Kiral                  | Turquía     |
| Legati da tenera amicizia                 | Alfredo Giannetti            | Italia      |
| Les folles années du twist                | Mahmoud Zemmouri             | Francia     |
| Naughty Boys                              | Wellson Chin                 | Hong Kong   |
| Vassa                                     | Gleb Panfilov                | URSS        |

### Venezia De Sica
| Título original                            | Director(es)        |
| ------------------------------------------ | ------------------- |
| Amore tossico                              | Claudio Caligari    |
| Divergenze parallele                       | Renato Meneghetti   |
| Favoriti e vincenti                        | Salvatore Maira     |
| Flipper                                    | Andrea Barzini      |
| Il cavaliere, la morte e il diavolo        | Beppe Cino          |
| Il principe di Homburg                     | Gabriele Lavia      |
| Occhio nero, occhio biondo e occhio felino | Muzzi Loffredo      |
| Sogno di una notte d'estate                | Gabriele Salvatores |
| Summertime                                 | Massimo Mazzucco    |
| Testadura                                  | Daniele Segre       |
| Un foro nel parabrezza                     | Sauro Scavolini     |

## Retrospectivas
Venezia Ieri - Retrospettiva René Clair
Se proyectó la totalidad de la filmografía de René Clair con motivo de su fallecimiento hace dos años
| Título en España                        | Título original                         | Director(es) |
| --------------------------------------- | --------------------------------------- | ------------ |
| París que duerme                        | Paris qui dort                          | 1923         |
| Entreacto (corto)                       | 'Entr'acte                              | 1924         |
| El fantasma del Moulin-Rouge            | Le fantôme du Moulin-Rouge              | 1925         |
| El viaje imaginario                     | Le voyage imaginaire                    | 1926         |
| La presa del viento                     | La Proie du vent                        | 1927         |
| La Tour                                 | La Tour                                 | 1928         |
| Un sombrero de paja de Italia           | Un chapeau de paille d'Italie           | 1928         |
| Les Deux timides                        | Les Deux timides                        | 1928         |
| Bajo los techos de París                | Bajo los techos de París                | 1930         |
| El millón                               | El millón                               | 1931         |
| Viva la libertad                        | À nous la liberté                       | 1931         |
| Catorce de julio                        | Quatorze Juillet                        | 1933         |
| El último millonario                    | Le dernier milliardaire                 | 1934         |
| El fantasma va al Oeste                 | The Ghost Goes West                     | 1935         |
| Break the News                          | Break the News                          | 1938         |
| La llama de Nueva Orleans               | The Flame of New Orleans                | 1941         |
| Me casé con una bruja                   | I Married a Witch                       | 1942         |
| Por siempre y jamás                     | Forever and a Day                       | 1943         |
| Sucedió mañana                          | It Happened Tomorrow                    | 1944         |
| Diez negritos                           | And Then There Were None                | 1945         |
| El silencio es de oro                   | Le silence est d'or                     | 1947         |
| La belleza del diablo                   | La beauté du diable                     | 1950         |
| Mujeres soñadas                         | Les belles de nuit                      | 1952         |
| Las maniobras del amor                  | Les Grandes manoeuvres                  | 1955         |
| Puerta de Lilas                         | Porte des Lilas                         | 1957         |
| La francesa y el amor                   | La française et l'amour                 | 1960         |
| Todo el oro del mundo                   | Tout l'or du monde                      | 1961         |
| Las cuatro verdades                     | Les Quatre Vérités                      | 1962         |
| Les Fables de La Fontaine (serie de TV) | Les Fables de La Fontaine (serie de TV) | 1964         |
| Fiestas galantes                        | Les fêtes galantes                      | 1965         |

Venezia Ieri - Retrospettiva Elio Petri
Se proyectó la totalidad de la filmografía de Elio Petri con motivo de su reciente fallecimiento
| Título en España                                        | Título original                                       | Director(es) |
| ------------------------------------------------------- | ----------------------------------------------------- | ------------ |
| El asesino                                              | L'assassino                                           | 1961         |
| I giorni contati                                        | I giorni contati                                      | 1962         |
| Il maestro di Vigevano                                  | Il maestro di Vigevano                                | 1963         |
| Nudi per vivere                                         | Nudi per vivere                                       | 1964         |
| Alta infedeltà, episodio Peccato nel pomeriggio         | Alta infedeltà, episodio Peccato nel pomeriggio       | 1964         |
| La víctima número diez                                  | La decima vittima                                     | 1965         |
| A cada uno lo suyo                                      | A ciascuno il suo                                     | 1967         |
| Un lugar tranquilo en el campo                          | Un tranquillo posto di campagna                       | 1968         |
| Documenti su Giuseppe Pinelli                           | Documenti su Giuseppe Pinelli                         | 1970         |
| Investigación sobre un ciudadano libre de toda sospecha | Indagine su un cittadino al di sopra di ogni sospetto | 1970         |
| La clase obrera va al paraíso                           | La classe operaia va in paradiso                      | 1971         |
| El amargo deseo de la propiedad                         | La proprietà non è più un furto                       | 1973         |
| Todo modo                                               | Todo modo                                             | 1976         |
| Le mani sporche (TV)                                    | Le mani sporche (TV)                                  | 1978         |
| Buenas noticias                                         | Le buone notizie                                      | 1979         |

## Premios

### Premios oficiales[9]
- León de Oro: Nombre: Carmen de Jean-Luc Godard
- León de Plata - Gran Premio del Jurado: Biquefarre de Georges Rouquier
- León de Plata a la mejor dirección: Calle cabañas negras de Euzhan Palcy
- Copa Volpi a la mejor interpretación: 
  - Mejor actor - Matthew Modine, Michael Wright, Mitchell Lichtenstein, David Alan Grier, Guy Boyd y George Dzundza por Desechos
  - Mejor actriz -Darling Légitimus por Calle cabañas negras
- León de Oro a toda su carrera: Michelangelo Antonioni

### Premios paralelos
- Premio FIPRESCI: 
  - Fanny y Alexander de Ingmar Bergman
  - El poder de los sentimientos de Alexander Kluge
- Premio Pasinetti 
  - Mejor película  - Zelig de Woody Allen
  - Mejor actor  - Carlo Delle Piane por Una excursión escolar
  - Mejor actriz  - Angela Winkler por Edith's Diary
- Premio Pietro Bianchi: Luigi Zampa
- Premio De Sica
  - Summertime de Massimo Mazzucco
  - Amore tossico de Claudio Caligari
- Premio técnico: Nombre: Carmen de Jean-Luc Godard
- Premio Ópera Prima: Calle cabañas negras de Euzhan Palcy